# ナレリグ
ナレリグはガーナの町である。ノース・イースト州の州都である。